# Mira Hamermesh
Mira Hamermesh (ur. 15 lipca 1923 w Łodzi, zm. 19 lutego 2012 w Londynie) – polska reżyserka, producentka filmowa i malarka pochodzenia żydowskiego.
Urodziła się w Łodzi jako najmłodsza z trojga dzieci w rodzinie fabrykanta wyrobów gumowych. Po wkroczeniu Niemców w 1939 wraz z bratem uciekła przez Związek Radziecki do Palestyny, gdzie dotarła dopiero w 1941.
Studiowała malarstwo w Akademii Sztuk Pięknych i Wzornictwa Besaleela i w 1943 odbyła się jej pierwsza solowa wystawa w galerii Cabinet of Arts w Jerozolimie. Po wojnie uzyskała stypendium British Council i wyjechała do Londynu na studia w Slade School of Fine Arts, gdzie uczyła się pod kierunkiem Josefa Hermana.
W 1952 wyszła za mąż za Richarda Coopmana.
W 1960 powróciła do Polski by podjąć studia filmowe w Szkole Filmowej w rodzinnej Łodzi.
W 1968 powróciła do Izraela by pomóc w tworzeniu izraelskiej telewizji. Tworzyła filmy dokumentalne o osobach, które ocalały z gett i żołnierzach Wojny sześciodniowej z 1967.
Po powrocie do Wielkiej Brytanii próbowała zainteresować swoimi filmami dokumentalnymi BBC. Dopiero w 1972 jej filmem Dwie kobiety opowiadającym o różnicach w statusie kobiety w społeczeństwie kapitalistycznym i komunistycznym, zainteresowała się komercyjna stacja Thames Television. W 1985 dla Channel 4 stworzyła film Maids and Madams opowiadający o białych kobietach i ich afrykańskich służących w bogatym Johannesburgu. Film zdobył 4 nagrody w tym Prix Italia. Następnie powstały dwie kolejne części trylogii: w 1987 Talking to the Enemy (Rozmawiając z wrogiem) o spotkaniu w Waszyngtonie radykalnego palestyńskiego dziennikarza i jego pokojowo nastawionego odpowiednika z Izraela i w 1990 Caste at Birth o życiu kasty niedotykalnych w Indiach.
W 1992 zrealizowała w Polsce dla BBC2 film Loving the Dead, w którym zapełniła ulice polskich miast duchami milionów pomordowanych w czasach II wojny światowej.
W 2004 opublikowała swoje wspomnienia w książce Rzeka wściekłych psów.